# Ophiomastix mixta
Ophiomastix mixta är en ormstjärneart som beskrevs av Christian Frederik Lütken 1869. Ophiomastix mixta ingår i släktet Ophiomastix och familjen Ophiocomidae. Inga underarter finns listade i Catalogue of Life.